# 血迷宮
《血迷宮》（英語：Blood Simple）是1985年由科恩兄弟編導的美國懸疑電影，亦為兩人的成名作。這部影片的標題來自小說家達許·漢密特的小說《紅色豐收》，其中「簡單的血」是一個生造的詞，用來形容長時間浸泡於暴力而引致混濁昏亂與心態可怕的人。
2009年，中国大陆导演张艺谋據《血迷宮》改編成《三槍拍案驚奇》。

## 劇情
德州酒保雷和家庭主妇艾比夜晚在暴雨中开车，讨论艾比与雷的老板朱利安·马蒂之间糟糕的婚姻。他们在一家汽车旅馆发生了性关系。私人侦探洛伦·维瑟拍下他们幽会的照片交给了马蒂。一通匿名电话告知兩人正被监视，這時艾比拿了一些東西，還有马蒂给她的手枪。雷去酒吧要求马蒂支付欠薪，马蒂告诉雷，艾比会像背叛他一样背叛雷，被质问的時候還会说：“我没做什么可疑的事。”
马蒂绑架艾比失败后，出价一万美元雇维瑟去杀死艾比和雷。维瑟叫马蒂去钓鱼，自己会在事情完成后通知他。维瑟闯入雷的家中，偷走了艾比的枪。他給马蒂看了他们被杀的照片，马蒂将其中一张秘密藏在保险箱中，然後取出了一万美元。维瑟用艾比的枪射杀了马蒂，丢下枪，拿走了钱，但离开时忘了带打火机。
原來，维瑟伪造了熟睡中的兩人被枪击的照片。雷发现了马蒂的尸体，踩到艾比的枪时意外走火。他将枪放进马蒂的口袋，把尸体放进车里。其實，马蒂依然活着，但奄奄一息。雷准备在浅坑里埋葬马蒂时，马蒂拿起枪扣动扳机三次，但每次都只是空枪。雷取走枪继续埋葬他，伴随着马蒂的惨叫声。
雷向艾比解释他“处理干净了”。艾比说：“我没做什么可疑的事，”于是引发了一场争吵。维瑟打来电话，但在艾比接起时没有说话；于是她误以为是马蒂打来的。雷把枪放在桌子上离开了。酒吧的梅里斯告诉雷，马蒂曾留下电话留言告知保险箱中钱款被偷——这是马蒂为支付给维瑟的一万美元而设的掩护。
维瑟烧掉伪造的照片时，意识到马蒂留了一张照片，自己还忘了带打火机。他想要强开保险箱，但因艾比赶来而未果。艾比认为是雷破坏了保险箱，还意识到马蒂可能已经死了。她做了一个梦，梦见马蒂警告她雷也会杀了她。她质问雷，雷告诉她当他埋葬马蒂时马蒂还活着。
雷打开保险箱发现了伪造的照片。他来到艾比的公寓警告她。维瑟从街对面的屋顶用步枪射杀了雷。艾比打破灯泡，藏身于浴室中。
维瑟进入公寓寻找打火机，发现艾比从窗户爬到隔壁的房间。她用雷的刀刺穿了维瑟的手，将其钉在窗台上。她慢慢退开，同时维瑟向墙开枪用光子弹，然后用拳头打破墙壁取出刀。艾比回到公寓后，拿起枪透过浴室门打中维瑟。她说：“我不怕你，马蒂。”维瑟受伤躺在地上，笑着回答：“好吧，女士，如果我看到他，我一定会把你的话转告他。”